# Charlot spărgător
Charlot spărgător (în engleză Police) este un film american de comedie din 1916 produs de Jess Robbins și scris și regizat de Charlie Chaplin. În alte roluri interpretează actorii Edna Purviance, Wesley Ruggles, James T. Kelley și Leo White.

## Distribuție
- Charles Chaplin - Charlie, Convict 999
- Edna Purviance - Daughter of the House
- Wesley Ruggles - Jailbird and Thief
- James T. Kelley -  Drunk with Pockets Picked/Second Flophouse Customer
- Leo White - Fruitseller/Flop House Manager/Policeman
- John Rand -  Policeman
- Fred Goodwins - Honest Preacher/Policeman with Monocle
- Billy Armstrong - Crooked Preacher/Second Cop
- Snub Pollard - Cop
- Bud Jamison - Third Flophouse Customer
- Paddy McGuire - Fifth Flophouse Customer
- George Cleethorpe -  Policeman at Station with Mustache